# Platytarsulus marshalli
Platytarsulus marshalli is een keversoort uit de familie snuitkevers (Curculionidae). De wetenschappelijke naam van de soort werd in 1935 gepubliceerd door Karl Eduard Schedl.